# 박환용
박환용(1950년 4월 5일~)은 대한민국의 정치인이다. 제13대 대전 서구청장을 지냈다.

## 학력
- 영동구강국민학교(졸업)
- 학산중학교(졸업)
- 영동농업고등학교(졸업)
- 한국방송통신대학교(행정학 학사)
- 충남대학교(자치행정학 석사)

## 역대 선거 결과
|  | 38.26% |

|  | 48.14% |

| 전임 가기산 | 제13대 대전광역시 서구청장 2010년 7월 1일~2014년 6월 30일 | 후임 장종태 |